# Bleicherode
Bleicherode là một thị xã ở huyện huyện Nordhausen, trong bang Thüringen, Đức. Đô thị Bleicherode có diện tích 28,27 km². Đô thị này nằm bên sông Wipper, 17 km về phía tây nam của Nordhausen. Ngày 1 tháng 12 năm 2007, đô thị cũ Obergebra đã được hợp nhất vào Bleicherode.